# Tassenières
Tassenières é uma comuna francesa na região administrativa de Borgonha-Franco-Condado, no departamento de Jura. Estende-se por uma área de 6,64 km². Em 2010 a comuna tinha 401 habitantes (densidade: 60,4 hab./km²).